# スプラウト

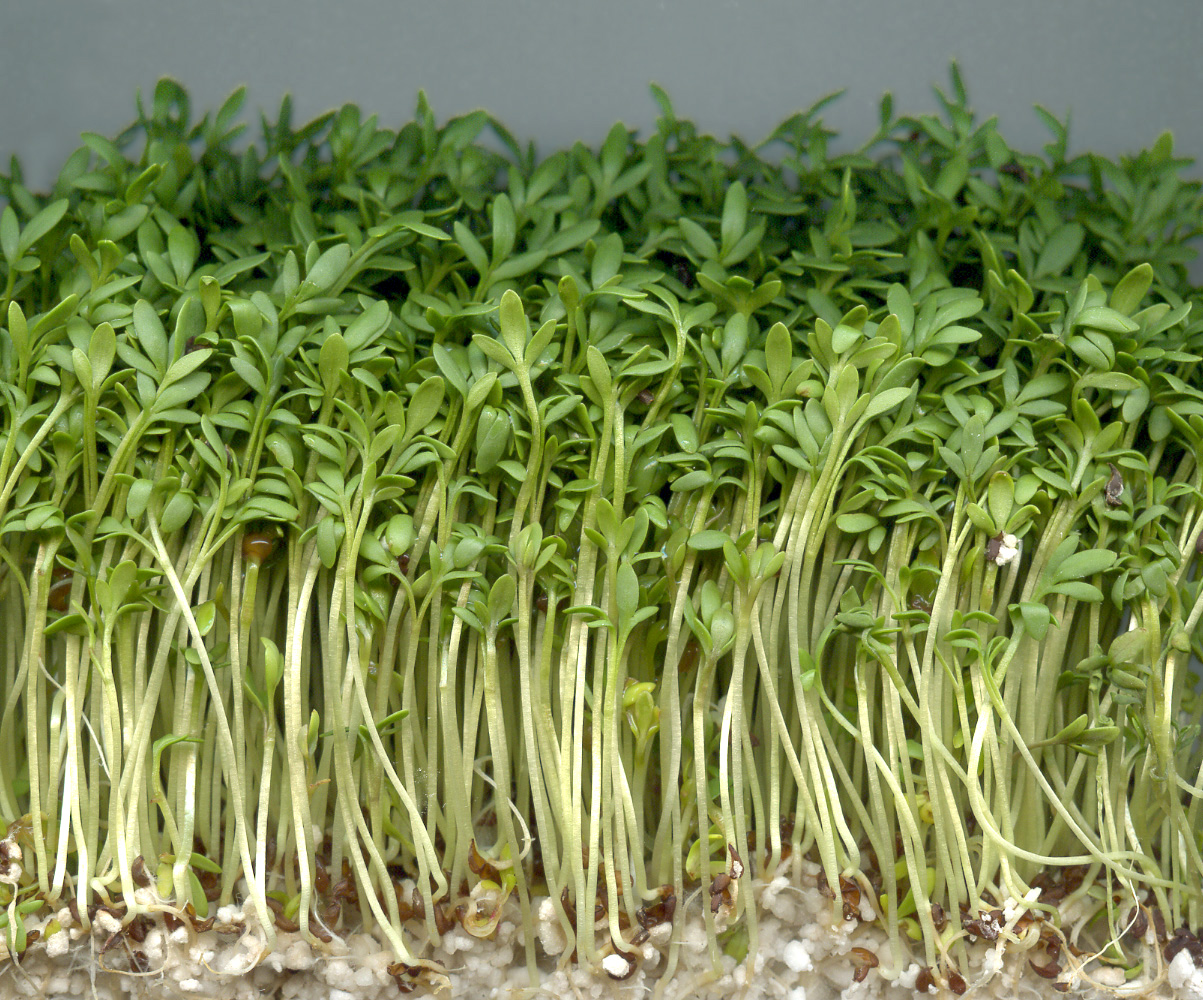
ガーデンクレス

スプラウト（英: Sprout）とは、主に穀類、豆類、野菜の種子を人為的に発芽させた新芽で、発芽した芽と茎を食用とする。発芽野菜（はつがやさい）または新芽野菜（しんめやさい）ともいう。生育の仕方によってモヤシなどの「もやし系」と、かいわれ大根などの「かいわれ系」がある。成熟した野菜よりも栄養価が高いものがあり、生食できるものは効率的に栄養素がとれるメリットがある。英単語のsproutは、芽や芽キャベツ、モヤシを意味する。

## 歴史
スプラウトは古くから食用に栽培されていて、古くは5000年前の古代中国でマメ科のスプラウトであるモヤシが栽培されていたといわれている。そのほか、18世紀後半に南太平洋などをエンデバーで航海したキャプテン・クックは、船上で大麦のスプラウトをつくり、船乗りたちの栄養補助源としたといわれている。また、19世紀英国ビクトリア朝時代にメアリー・ジューリーという料理研究家によってマスタードやクレスのスプラウトを使った料理本が残され、スプラウトブームが発生していたり、日本の平安貴族たちの食膳にかいわれ大根がのぼっていたとも伝えられ、古くから世界各地で食べられていた。
日本では、1999年に村上農園がブロッコリー、マスタード、クレス、レッドキャベツの新芽を「スプラウト」として日本で初めて発売を開始し、様々な種類の発芽野菜が一般の家庭で食べられるようになった。

## 栄養
発芽した植物が成長するために使うエネルギー、ビタミン、ミネラル、アミノ酸、タンパク質、ファイトケミカルが豊富に含まれる。発芽に伴う栄養の変化は、主に複雑な化合物がより単純な形に分解されることや、栄養上望ましくない成分が分解されることによる。
ブロッコリースプラウトは、スルフォラファンを豊富に含む。スルフォラファンは、非臨床試験（試験管内での実験や動物実験）では、アルコールなどの肝臓での解毒代謝の亢進、抗炎症作用やピロリ菌に対する抗菌作用などの効果が明らかになっている。しかし、どの効果に関してもヒトを対象にした研究は少なく、ヒト疾患に対する有効性を示す質の高い根拠は得られていない。
1997年の非臨床試験で、発芽3日目のブロッコリーの新芽に含まれるスルフォラファンが、ラットのがんの発生と増殖を減少させたことが報告された。ヒトにおける有効性の根拠はないものの、その発表を受けてブロッコリースプラウトがアメリカでブームになり、これに続く形で他のスプラウトも注目されるようになった。

## 安全性
市販のスプラウトは、サルモネラ菌や有毒な形態の大腸菌を含む有害な細菌の複数の感染拡大と関連している。このような感染は、汚染された種子または高い微生物数を有する不衛生な生産の結果である可能性がある。事件の影響を最小限に抑え、公衆衛生を維持するために、米国食品医薬品局（FDA）とカナダ保健省は、食用スプラウトの安全な製造とその安全な消費に関する公衆教育に関する業界ガイダンスを発行した。勧告には、種子とスプラウトの生産と取り扱いにおける適正農業規範と適正製造規範の策定と実施、種子消毒処理、食品供給に入る前の微生物検査が含まれている。

## 栽培
水耕栽培で行われるため、品質は生産者が使用する種子や栽培方法によるところが大きい。種子の親である植物が、どのような環境で育てられたか、あるいはその植物の品種によって、スプラウトに含まれる栄養素や有効成分に差異が生じるため、種子の選別が行われる。
栽培は、はじめに種子の洗浄と浸水が行われる。十分に水を含んだ種子は培地となる容器に移し替えられて播種され、衛生管理と温度管理がなされた暗室で発芽させる。さらにカイワレ系では、発芽後に緑化させるために、ハウスに移されて陽光を受けて緑化され収穫となる。ハウスの中では種子が乾燥しないように、散水が適時行われる。

## 分類
生育方法によってモヤシ系とカイワレ系に大別される。
モヤシ系（豆型）
マメ科の種子を発芽させたもので、茎が太く種子を頭につけたまま伸びてゆくグループ。栽培日数は3日程度で、暗室のみで育て、発芽後は緑化させない。緑豆もやし、大豆もやし、黒豆もやし、アルファルファ、フェヌグリークなど
カイワレ系（アブラナ科型）
主としてアブラナ科の種子から芽が伸びてゆくグループ。栽培日数は5 - 10日程度で、茎が伸びるまで暗室で育て、その後たっぷり光をあてて緑化させる。大根、ブロッコリー、ムラサキキャベツ、マスタード、クレス、豆苗、ソバ、カラシナ、シロガラシなど
なお、暗室で発芽後、緑化させたカイワレとモヤシの中間系もある（スーパースプラウト）。また、発芽後すぐに種ごと食べるものもある（発芽玄米、緑豆、アズキ、ケツルアズキ、レンズマメ、ヒヨコマメなど）。

### 主な種類
- アルファルファ - 牧草にも使われるムラサキウマゴヤシを発芽させたもの。モヤシのなかでは最も小さく「糸モヤシ」ともよばれる。味はクレスよりも淡泊で、ビタミンC、カリウム、食物繊維が豊富に含まれる。[25][26]
- オクラ - 茎はシャキシャキした歯ごたえで、葉の部分はオクラ特有の粘りがある。生食のほか、吸い物、お浸しなどにする。[25]
- カイワレダイコン - 専用のダイコンの種子を発芽させたもの。栽培期間は5 - 10日。β-カロテン、ビタミンC・K、メラトニンに富む。辛味があり、食感がよく、サラダによく使われる。[25][26]
- クウシンサイ - 新芽はビタミン類が豊富で、味にクセがなく食べやすい。[25]
- クレス - アブラナ科のコショウソウの種子を発芽させたもの。栽培期間は5 - 10日。β-カロテン、ビタミンC・Eなどが豊富に含まれる。辛味があり、サラダやマリネなどに使われる。[25][26]
- スウィートピーナッツ - ラッカセイ（ピーナッツ）を発芽させたモヤシ。ビタミンB群を多く含む。豆と茎とで食味が異なり、濃厚な甘味がある。[27]
- スーパースプラウト - ブロッコリーのスプラウトの中でも、特に発芽後3日目の小さなもの。スルフォラファンが通常のブロッコリーの20倍含まれている。[25][26]
- ソバの芽 - ソバの種子を発芽させて緑化したもので、赤い茎が特徴。ソバに含まれる栄養素ルチンは、そば粉よりも多く摂ることができる。クセがなく、料理に使いやすい。[25][26]
- 豆苗 - 元来はエンドウの若芽であるが、現在の主流はエンドウを発芽させたもの。β-カロテンが豊富で栄養価が高く、ビタミンC、食物繊維も含む。[25]
- ヒマワリ菜 - ヒマワリの種子を発芽させて緑化したもの。ひまわり油と同様の香りがある。[26]
- ブラックマッペ - インド原産のケツルアズキを発芽させたモヤシで、「黒豆モヤシ」ともいう。緑豆モヤシよりもやや細い。味はよいが変色が早い。[2][27]
- ブロッコリー - ブロッコリー種子を発芽させて緑化したもの。やや辛味がある。ファイトケミカル、スルフォラファンが成長ブロッコリーの10倍含まれている。[25][26]
- ベビーリーフ - レタス、ミズナ、ホウレンソウ、コマツナなどの葉野菜の新芽を摘んだもの。サラダやお浸しに使われる。[25]
- マスタード - カラシナの種子を発芽させて緑化したもので、特有の香りと辛味がある。栽培期間は5 - 10日。ビタミンB群、鉄分、カリウムなどが豊富に含まれる。[25][26]
- 豆モヤシ - ダイズを発芽させたもので、先端に豆を残しており「大豆モヤシ」ともいう。豆の部分に独特な旨味があり、栄養価が高い。朝鮮料理のナムルなどに使われる。[2][27]
- 緑豆 - インド原産のヤエナリを発芽させたもので、先端に小さな双葉がついている。別名「緑豆もやし」「グリーンマッペ」。[2][27]
- レッドキャベツ - 赤キャベツの種子を発芽させて緑化したもので、赤紫色の茎が特徴。ビタミンC・E、S-メチルメチオニン（ビタミンU）、食物繊維が含まれる。辛味はなく、サラダの彩りなどに使われる。[25][26]